# زبان آلگری
زبان آلگری زبانی رومی است از شاخه کاتالان است که در شمال باختری جزیره ساردینیا و در شهر آلگرو بدان تکلم میشود.حدود یک چهارم مردم آلگرو گویشور زبان اصلی آلگری هستند.این زبان از شاخه زبان های کاتالان شرقی است ولی با کاتالان مرکزی تفاوت آشکار دارد.شباهت های زیادی بین این زبان و گویش والنسیایی مشاهده شده است. 

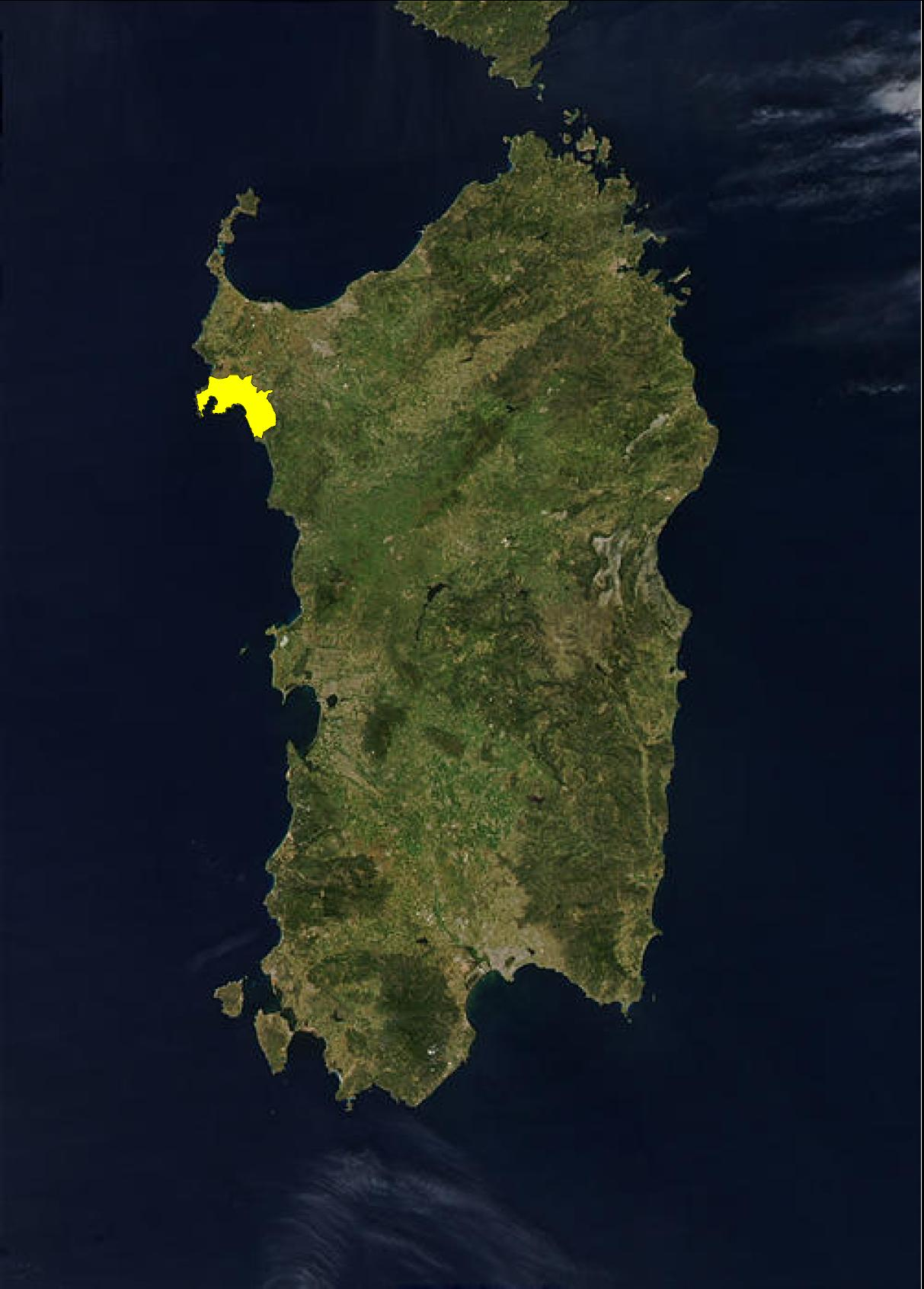
منطقه سکونت آلگری زبانان در ساردنی.